# Jaitpur
Jaitpur war ein Fürstenstaat in der Region Bundelkhand von Britisch-Indien im heutigen Bundesstaat Uttar Pradesh.
Das Fürstentum der Bundela-Rajputen entstand 1731 durch Erbteilung von Panna, der erste Raja war Jagat Rai. 1765 wurde Ajaigarh abgetrennt. 1807 wurde Jaitpur britisches Protektorat, 1849 nach dem kinderlosen Tod des Raja Khet Singh aufgelöst und dem Distrikt Hamirpur der United Provinces einverleibt.